# Barney's Junction (Washington)
Barney's Junction es un lugar designado por el censo ubicado en el condado de Ferry en el estado estadounidense de Washington. En el año 2010 tenía una población de 146 habitantes.

## Geografía
Barney's Junction se encuentra ubicado en las coordenadas 48°37′24″N 118°7′33″O / 48.62333, -118.12583.